# Mino Reitano
Mino Reitano (Fiumara, 7 de diciembre de 1944 - Agrate Brianza, 27 de enero de 2009) Beniamino " Mino " Reitano  fue un compositor, cantante y actor italiano.

## Biografía
Reitano nació en Fiumara, un pequeño pueblo de Calabria . Su padre, empleado de la estación de ferrocarril local, era un apasionado por la música y animó a todos sus hijos a aprender a tocar un instrumento. Después de tocar durante un periodo en la banda de música local de su localidad, Reitano se trasladó en Reggio Calabria, donde estudió durante ocho años en el Conservatorio Francesco Cilea, aprendió piano, trompeta y violín. A finales de la década de los 50, Reitano se trasladó con sus hermanos en Hamburgo, donde crearon una banda de rock'n'roll, Benjamin & His Brothers. A menudo tocaron en la Star-Club, compartiendo cartel con Rory Storm, Tony Sheridan y The Beatles . Después de un par de años, Reitano volvió a Italia, donde grabó su primer sencillo, Twist Time . Después de actuar con éxito en el Festival de Música de Castrocaro, le ofrecieron un contrato con el sello italiano Dischi Ricordi, y en 1967 participó por primera vez en el Festival de San Remo . Su primer éxito comercial se tituló Avevo un cuore (che ti amava tanto) (1968).
Reitano fue actor y protagonizó películas como Povero Cristo, I'm Crazy About Iris Blond y Long Lasting Days .
Reitano murió en Agrate Brianza, a los 64 años, de un cáncer colorrectal, después de un largo periodo de enfermedad.

## Discografía
- 1969 - Mino canta Reitano (Ariston Records, AR 10031)
- 1971 - L'uomo e la valigia (Durium, ms AI 77266)
- 1972 – Ti amo tanto tanto (Durium, ms AI 77296)
- 1973 - Partito per amore (Durium, ms AI 77322)
- 1974 - Tutto Mino (Durium, ms AI 77338)
- 1975 - Dedicato a Frank (Durium, ms AI 77361)
- 1976 – Omaggio alla mia terra (Durium, ms AI 77376)
- 1976 – I miei successi (Ariston Records)
- 1976 - Sogno d'amore (Durium, ms AI 77388)
- 1980 - OK Mister (Mister, MRL 1001)
- 1980 – Le più belle canzoni per nens (Mister, SM 702)
- 1981 - Omaggio a Napoli (Mister, MRL 1002)
- 1985 - Isole d'amore (Five Record, FM 13542)
- 1986 – I cantautori (Five Record, FM 13564)
- 1987 – Questo uomo ti ama (Five Records)
- 1990 – Vorrei (Fonit Cetra)
- 1991 - Mino Reitano Story (Air Plane APCD 2002)
- 1992 – Ma ti sei chiesto mai (Fonit Cetra, MFLP 020)
- 1994 – Canne al vento (BMG)
- 1996 – Il meglio – Dal vivo (DV More Record, DV 2027) (en directe)
- 1999 – Musica tua – i Grandi Successi (antología)
- 2000 – Flashback – i Grandi successi originali (antología)
- 2002 – La mia canzone... le mie canzoni (Cassiopea Music, CAS 507630 2)
- 2004 – Itàlia – Dal vivo (DV More Record DV 6744) (en directe)